# Juan Antonio San Epifanio
Juan Antonio San Epifanio Ruiz (ur. 12 czerwca 1959 w Saragossie) – hiszpański koszykarz, występujący na pozycji skrzydłowego.
W swoim najbardziej udanym strzelecko spotkaniu w lidze ACB zanotował 54 punkty, miało to miejsce podczas konfrontacji z  Joventut Badalona w trakcie rozgrywek 1983/84.
W 2007 roku rozpoczął komentowanie spotkań koszykarskich dla hiszpańskiej edycji kanału Canalu+.

## Osiągnięcia

### Zespołowe
- Mistrz:
  - Hiszpanii (1981, 1983, 1987–1990, 1995)[2]
  - Katalonii (1980–1985, 1989, 1993, 1995)
- Wicemistrz:
  - Hiszpanii (1979, 1980, 1982, 1984, 1986, 1991, 1994)
  - Katalonii (1986–1988, 1990–1992, 1994)
- Zdobywca:
  - pucharu:
    - Interkontynentalnego (1985)[2]
    - Koracia (1987)[2]
    - Saporty (1985, 1986)[2]
    - Hiszpanii (1978–1983, 1987, 1988, 1991, 1994)[2]

  - Superpucharu Hiszpanii (1987)
- Finalista:
  - Euroligi (1984, 1990, 1991)[2]
  - pucharu:
    - Saporty (1981)
    - Hiszpanii (1984, 1989)
    - Interkontynentalnego (1987)

### Indywidualne
- Wybrany do:
  - grona 50 najlepszych zawodników w historii rozgrywek FIBA (1991)
  - grona 50 największych osobowości Euroligi (2008)
  - Galerii Sław FIBA (2016)[3]
- MVP:
  - Pucharu Interkontynentalnego (1987)
  - finałów mistrzostw Katalonii (1984, 1993)
- Zawodnik Roku Mr Europa (1984)[4]
- Uczestnik meczu gwiazd:
  - FIBA (1980, 1982, 1991, 1995)
  - hiszpańskiej ligi ACB (1986, 1987, 1989, 1991)[2]
- Lider strzelców finałów:
  - Euroligi (1984)
  - Pucharu Europy Zdobywców Pucharów (1981)

### Reprezentacja

#### Drużynowe
- Wicemistrz:
  - olimpijski (1984)[2]
  - Europy (1983)[2]
  - Europy U-18 (1978)
- Brązowy medalista mistrzostw Europy (1991)[2]
- Uczestnik:
  - igrzysk olimpijskich (1980 – 4. miejsce, 1984, 1988 – 8. miejsce, 1992 – 9. miejsce)[2]
  - mistrzostw:
    - świata (1982 – 4. miejsce, 1986 – 5. miejsce, 1994 – 10. miejsce)
    - Europy (1983, 1991)[2]

#### Indywidualne
- Lider strzelców Eurobasketu U-18 (1978)
- Zaliczony do I składu mistrzostw świata (1982)